# Sirloin-Steak

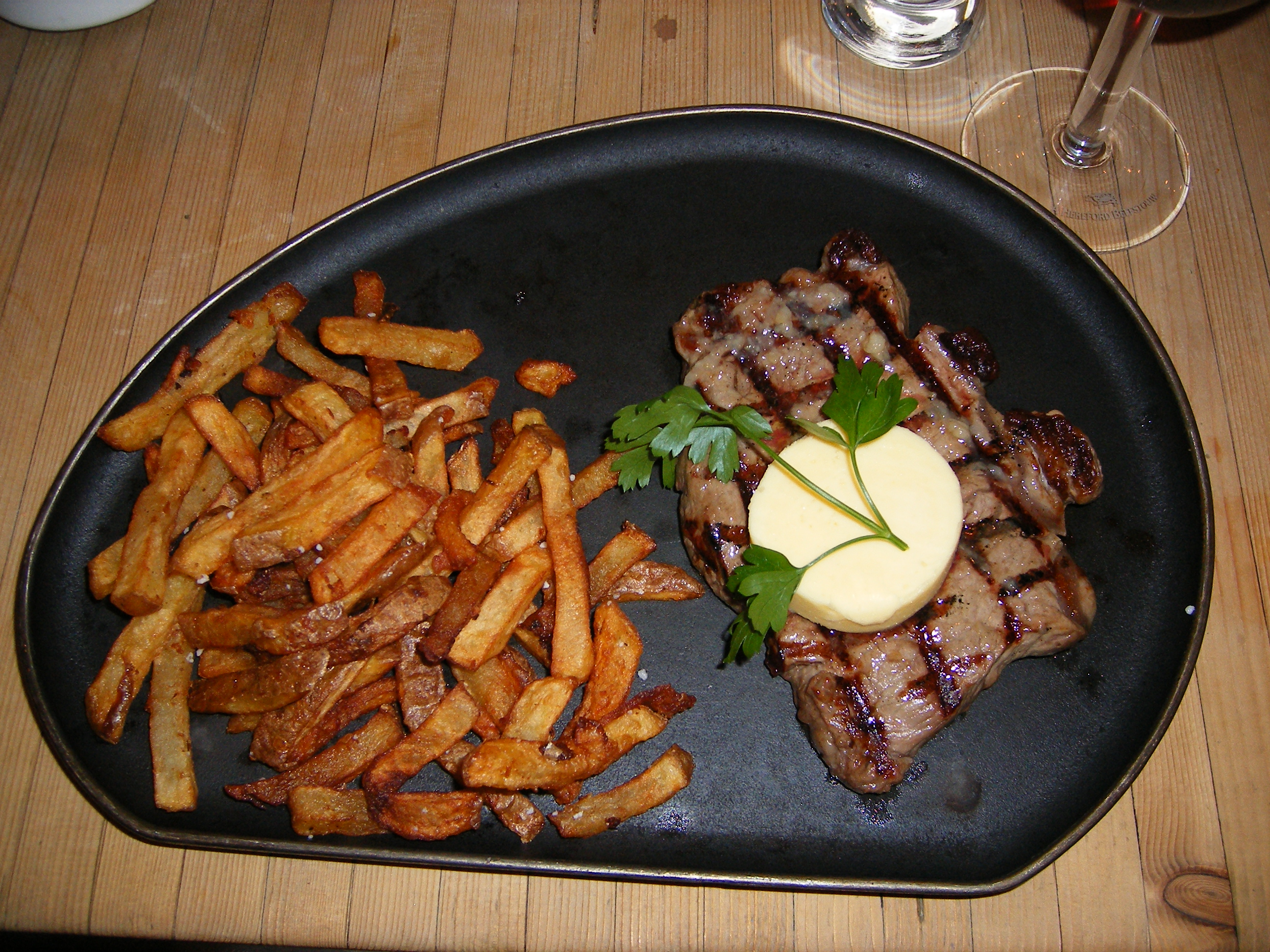
Sirloin-Steak, mit Knoblauchbutter und Pommes frites serviert

Das Sirloin-Steak, in Österreich Ochsenfetzen, Huftsteak, Hüftsteak und Hüferscherzel, ist ein sehr großes, mageres Steak aus dem hinteren Ende des flachen Roastbeefs mit Knochen, jedoch ohne Filet. Es wird vier bis sechs Zentimeter dick geschnitten und wiegt bis zu zwei Kilogramm. Es unterscheidet sich vom Rumpsteak auch durch sein Gewicht.
Sirloin-Steaks werden gegrillt oder langsam im Ofen gebraten. Serviert werden sie klassisch mit Gemüse oder Salat und gebackenen Kartoffeln.
Die aktuelle Etymologie geht davon aus, dass Sirloin aus dem mittelfranzösischen surlonge (wörtlich: „über der Lende“) stammt. Erst im 18. Jahrhundert änderte sich die Schreibweise.
Unter Ochsenfetzen wird auch das geschnittene Steak verstanden. Bei Ochsenfetzen wird erwartet, dass sie aus dem Fleisch der Ochsen hergestellt sind.